# Alphonse Nickels
Alphonse Nickels (* 11. November 1881 in Berdorf; † 21. Dezember 1944 in Bonn) war ein luxemburgischer Diplomat.

## Leben
Nach dem Abitur am Gymnasium Echternach studierte Alphonse Nickels Rechtswissenschaften an den Universitäten in Genf, Nancy und Paris. 1908 eröffnete er eine Rechtsanwaltskanzlei in Diekirch, die er aber 1914 wieder aufgab, um in den Dienst des luxemburgischen Außenministeriums einzutreten.
1923 wurde er Generalsekretär der ARBED (Vereinigte Stahlhütten Burbach-Eich-Düdelingen), und 1926 deren Verwaltungsdirektor. 1933 diente Alphonse Nickels als Legationsrat an der luxemburgischen Gesandtschaft in Berlin. Nach Freistellung durch die ARBED wurde er 1936 Luxemburger Geschäftsträger bei der deutschen Reichsregierung. 1938 gab Nickels diesen Posten wieder auf um zur ARBED zurückzukehren. Er und seine Ehefrau starben 1944 bei einem Bombenangriff auf Bonn.